# Стенли (Северна Дакота)
Стенли (енгл. Stanley) град је у америчкој савезној држави Северна Дакота.

## Демографија
По попису из 2010. године број становника је 1.458, што је 179 (14,0%) становника више него 2000. године.
| Група             | 2000.         | 2010.         |
| Белци             | 1.259 (98,4%) | 1.373 (94,2%) |
| Афроамериканци    | 0 (0,0%)      | 3 (0,2%)      |
| Азијати           | 4 (0,3%)      | 8 (0,5%)      |
| Хиспаноамериканци | 7 (0,5%)      | 57 (3,9%)     |
| Укупно            | 1.279         | 1.458         |